# Universidade Estadual de Winona
A Universidade Estadual de Winona (em inglês: Winona State University), conhecida pela sigla WSU, é uma universidade pública localizada ao longo do coração histórico de Winona, Minnesota, Estados Unidos. A universidade de estado de Winona foi fundada como a Escola de Winona em 1858 e é a instituição mais velha das faculdades e universidades do estado de Minnesota. É reconhecida como a primeira universidade a ser estabelecida a oeste do rio Mississippi.
A WSU oferece mais de 80 cursos em seu campus principal, bem como cursos colegiados em campi satélites. Anualmente há uma média de nove mil alunos de graduação e pós-graduação matriculados.